# Инди рок
Инди рок е жанр в рок музиката, който е създаден във Великобритания и САЩ през 1980-те години.
Корените му са в по-стари жанрове от типа на алтернативния рок, пост пънка и ню уейва. Терминът често се използва, за да се опишат средствата за продукция и разпространение на независима (инди, от independent - 'индипендънт') ъндърграунд музика, както и стилът музика, който първоначално бива асоцииран с това средство за продукция. Музикантите, свирещи инди рок, поставят приоритет върху пълния контрол върху музиката си, като издават албуми чрез независими звукозаписни компании (понякога притежавани от тях самите).
За промотирането си разчитат главно на турнета, популяризиране от уста на уста, ефирно време в независими или колежански радиостанции, а в последните години — и в Интернет. Въпреки че повечето инди рок музиканти записват за независими звукозаписни компании, понякога те се прехвърлят към големи лейбъли. С навлизането през 90-те на американските гръндж и пънк ривайвъл групи и британските бритпоп групи в мейнстрийма, терминът инди поп започва да се употребява за идентифицирането на онези групи или изпълнители, които запазват чуждестранните и ъндърграунд очертанията си (доколкото под чуждестранни се разбира онова, което не е типично разпространено).
Много музикални жанрове са асоциирани с инди рока. Някои от тях: лоу фай, садкор, C86, мат рок, шугейз/дрийм поп, джангъл поп, инди поп, нойз рок, райът гърл, пост хардкор, туий поп, пост пънк ривайвъл, геридж рок ривайвъл, денс пънк, инди фолк, барок поп, чилуейв и индиетроника.

## Групи
- Аркейд Файър
- Айнщюрценде Нойбаутен
- Соник Ют
- Pixies
- Арктик Мънкис
- Химера
- The Decemberists
- Imagine Dragons
- Mother Mother